# Notogomphus
Notogomphus is een geslacht van libellen (Odonata) uit de familie van de rombouten (Gomphidae).

## Soorten
Notogomphus omvat 20 soorten:
- Notogomphus anaci Fraser, 1955
- Notogomphus butoloensis Fraser, 1952
- Notogomphus cottarellii Consiglio, 1978
- Notogomphus dendrohyrax (Förster, 1906)
- Notogomphus dorsalis (Selys, 1858)
- Notogomphus flavifrons Fraser, 1952
- Notogomphus kilimandjaricus (Sjöstedt, 1909)
- Notogomphus lecythus Campion, 1923
- Notogomphus leroyi (Schouteden, 1934)
- Notogomphus lujai (Schouteden, 1934)
- Notogomphus maathaiae Clausnitzer & Dijkstra, 2005
- Notogomphus maryae Vick, 2003
- Notogomphus meruensis (Sjöstedt, 1909)
- Notogomphus moorei Vick, 2003
- Notogomphus praetorius (Selys, 1878)
- Notogomphus ruppeli (Selys, 1857)
- Notogomphus speciosus (Sjöstedt, 1909)
- Notogomphus spinosus (Karsch, 1890)
- Notogomphus verschuereni (Schouteden, 1934)
- Notogomphus zernyi (St. Quentin, 1942)